# Josef Streb
Josef Streb (1912. április 16. – ?) világbajnoki bronzérmes német labdarúgó, csatár.

## Pályafutása

### Klubcsapatban
Az 1930-as években a Wacker München csapatában szerepelt.

### A válogatottban
Részt vett az 1934-es olaszországi világbajnokságon, ahol bronzérmet szerzett a csapattal, de mérkőzésen nem szerepelt és a német válogatottban sem mutatkozott be soha.

## Sikerei, díjai
Németország
- Világbajnokság
  - bronzérmes: 1934, Olaszország